# I Believe in Father Christmas (EP U2)
I Believe in Father Christmas è un EP della rock-band irlandese U2, pubblicato il 10 dicembre 2021 sulle piattaforme digitali Spotify, Apple Music e Deezer.
Il titolo dell'EP – anticipato dall'omonimo singolo – coincide col 46º anniversario dell'omonimo brano di Greg Lake.

## Ildownload
L'EP, disponibile solo per lo streaming e non anche per l'acquisto, contiene cinque brani in tema natalizio. Tra essi si segnalano le cover di I Believe in Father Christmas – che, oltre a essere la traccia d'apertura dell'EP, dà anche il titolo al download – e Christmas (Baby Please Come Home).
L'immagine, disegnata da Bono, raffigura un albero di Natale fatto di Buon Natale scritto in varie lingue.

## Tracce
Musiche di tutti i componenti degli U2; edizioni musicali Blue Mountain Music. Il tutto, eccetto dove indicato.
1. I Believe in Father Christmas – 3:23 (testo: Peter Sinfield[1] – musica: Greg Lake (strofa e ponte), Sergej Prokof'ev (ritornello[4]); edizioni musicali Manticore Music)
2. Christmas (Baby Please Come Home) – 2:20 (testo: Ellie Greenwich – musica: Phil Spector, Jeff Barry; edizioni musicali Mother Bertha Music/Trio Music)
3. Angel of Harlem – 3:50 (testo: Bono)
4. If God Will Send His Angels – 5:22 (testo: Bono, The Edge)
5. New Year's Day – 5:35 (testo: tutti i componenti degli U2)

## Formazione
- Bono – voce solista
- The Edge – chitarra, cori, tastiera
- Adam Clayton – basso
- Larry Mullen Jr. – batteria